# Wolfsmelk-anjerroest
Wolfsmelk-anjerroest (Uromyces dianthi) is een heteroecische roestschimmel die behoort tot de familie Pucciniaceae. De schimmel komt voor in Afrika, Zuid-Afrika, Azië, Europa, Noord-Amerika, Zuid-Amerika, West-Indië, W. Indië, Australië en Nieuw-Zeeland. In Nederland is de schimmel uiterst zeldzaam.
Op wolfsmelk worden de spermogonia en aecia gevormd en op anjer de uredinia en telia.
Aantasting door de schimmel verhindert de bloei van de wolfsmelk. De aangetaste planten zijn direct herkenbaar aan hun afwijkende groeiwijze (geelachtig, langwerpig, met kortere bladeren). Aan het uiteinde van de scheut vormen ze een "pseudobloem" met een rozet van geelgekleurde bladeren. De werking van de schimmel op de plant strekt zich naast kleuring uit tot de afscheiding van nectar. Pseudobloemen worden, net als echte bloemen, bezocht door insecten (zij het iets minder vaak). Door de insecten experimenteel uit te sluiten, werd aangetoond dat bezoekende insecten een essentiële rol spelen bij de bevruchting van de (heterothallische) schimmel.
Een groot aantal soorten van het geslacht Uromyces met aecia op wolfsmelk zijn niet van elkaar te onderscheiden en worden daarom collectief aangeduid als Aecidium euphorbiae.
De bolvormige, 130-160 µm grote spermogonia zitten op beide zijden van de onderste bladeren. De oranjegele, ronde of enigszins ovale aecia zitten verspreid op de onderkant van het blad en zijn tot ongeveer 0,5 mm breed. Het kleurloze peridium heeft een rechtopstaande of licht teruggebogen rand. De peridiale cellen zijn 19-25 µm breed en hebben een 7-10 µm dikke, dwars gestreepte buitenwand. De binnenwand is 3,5 µm dik. De hoekig bolvormige aeciosporen zijn 16-22 µm groot en hebben een kleurloze wand, die 1 µm of dunner is, De wand is bezet met fijne wratten.
De lichtbruine, 0,5-1,5 mm grote uredinia en donkerbruine telia zitten zowel aan de onder- als de bovenkant van het blad. Ook kunnen ze op de stengels voorkomen. De urediniosporen zijn 22-26 × 28-36 µm groot en hebben op de 2,5-3 µm dikke wand stekels. Ze hebben 3-4 aequatoriale kiemporen, die bedekt zijn met een opvallende papil. De eencellige, ellipsoïde teliosporen zijn 16-25 × 20-31 µm groot en bedekt met fijne wratten. De steel is langer dan 15 µm en breekt af.

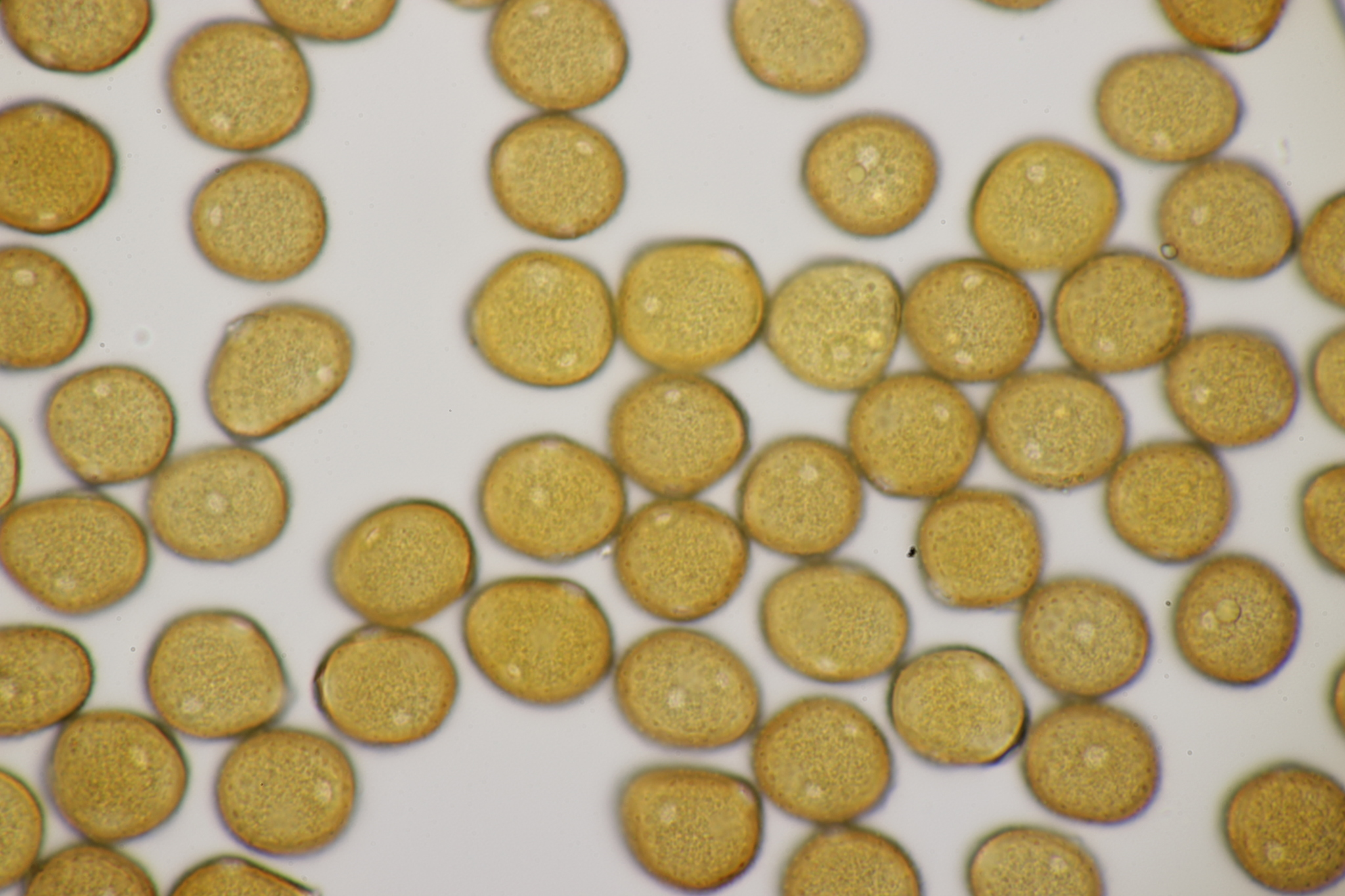
Urediniosporen
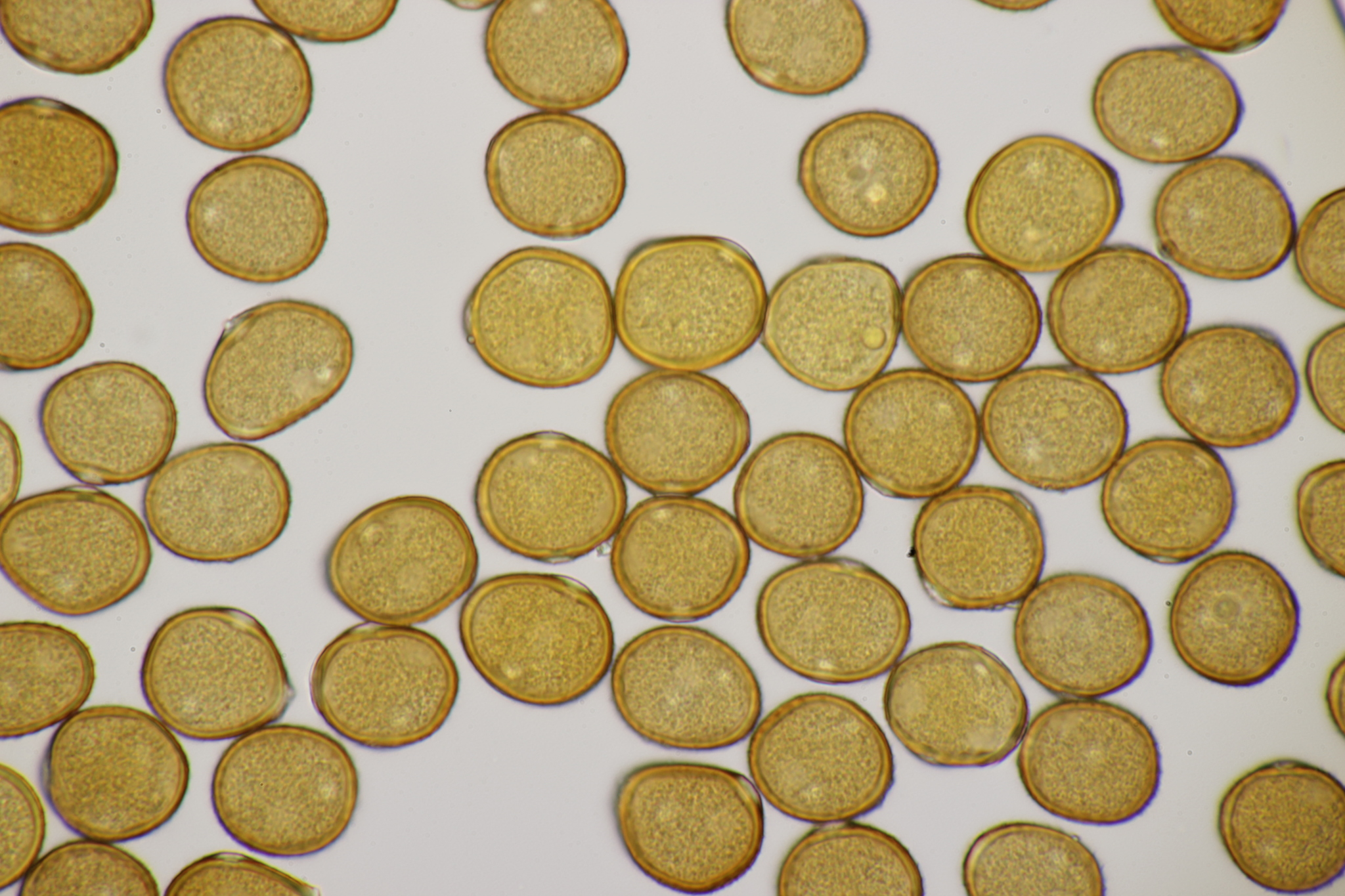
Urediniosporen
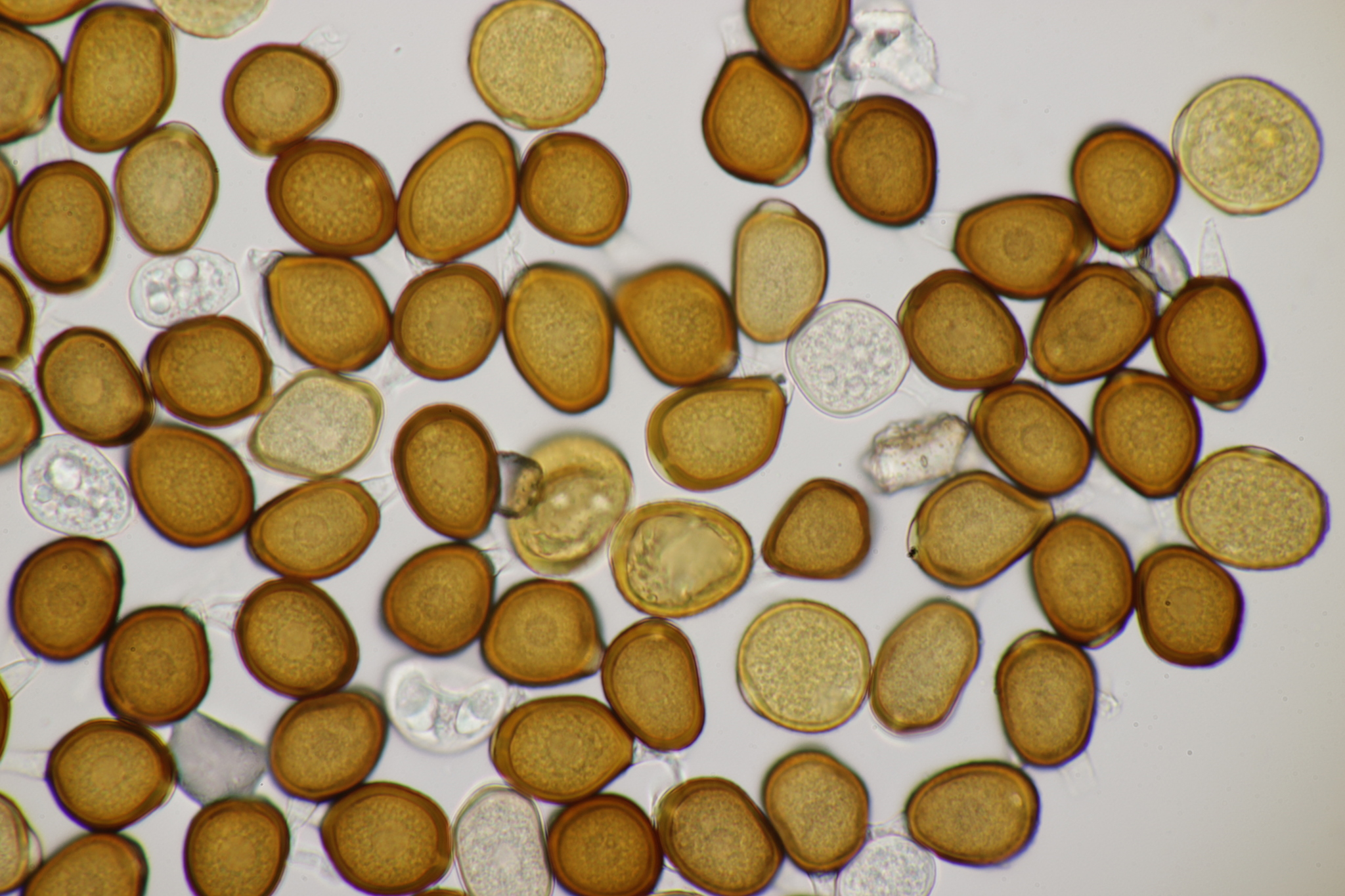
Teliosporen
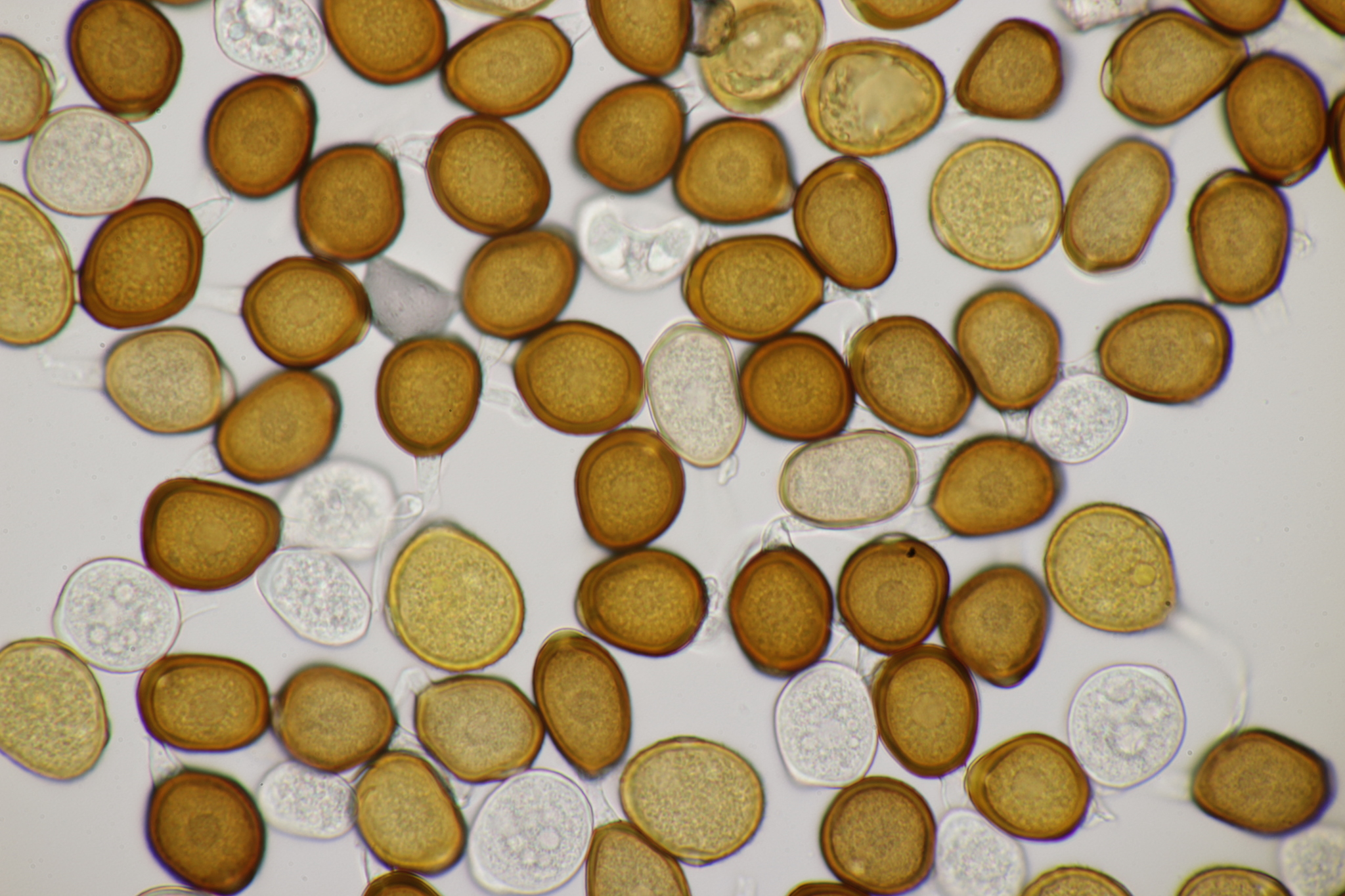
Teliosporen
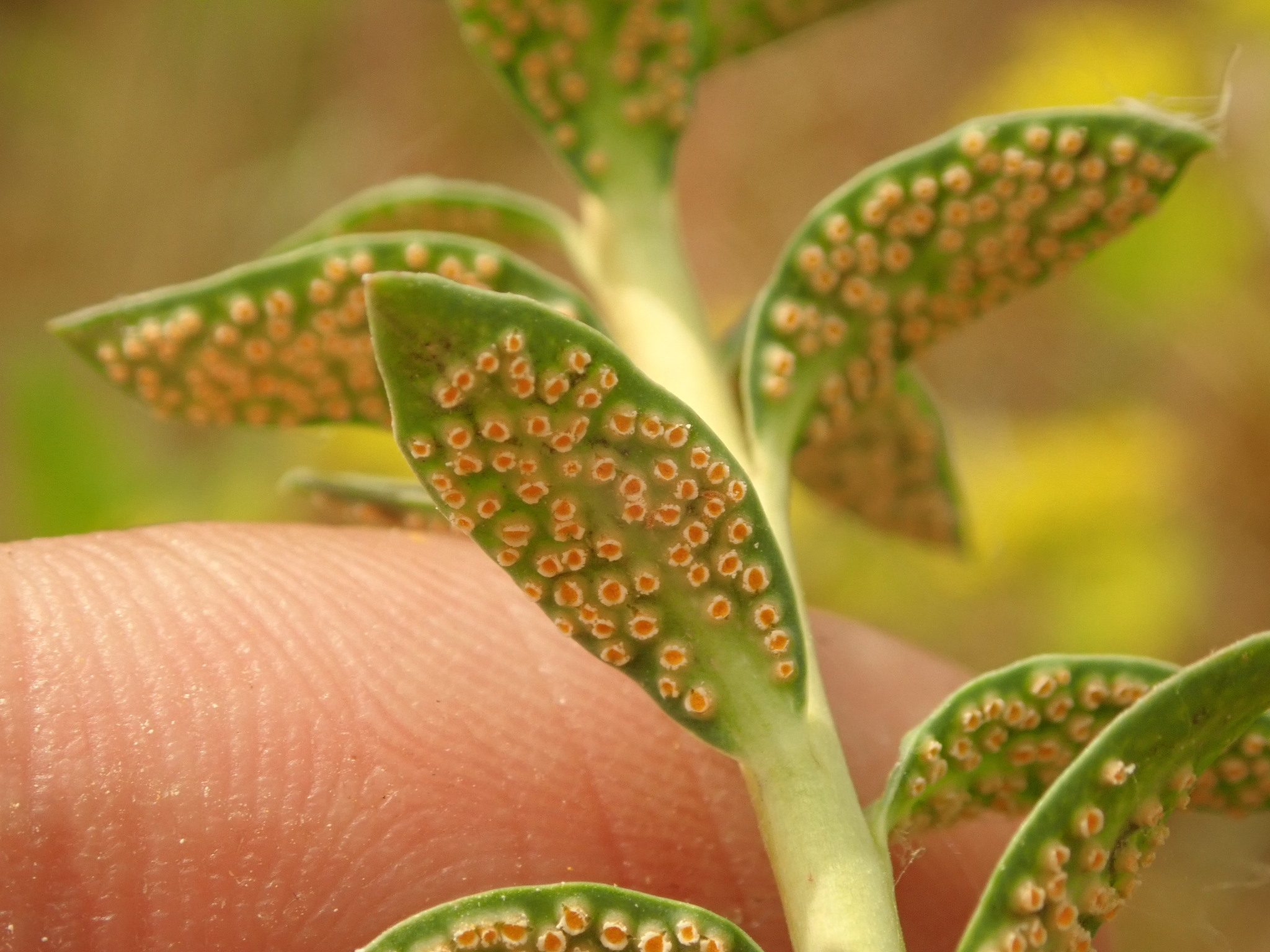
Aecia
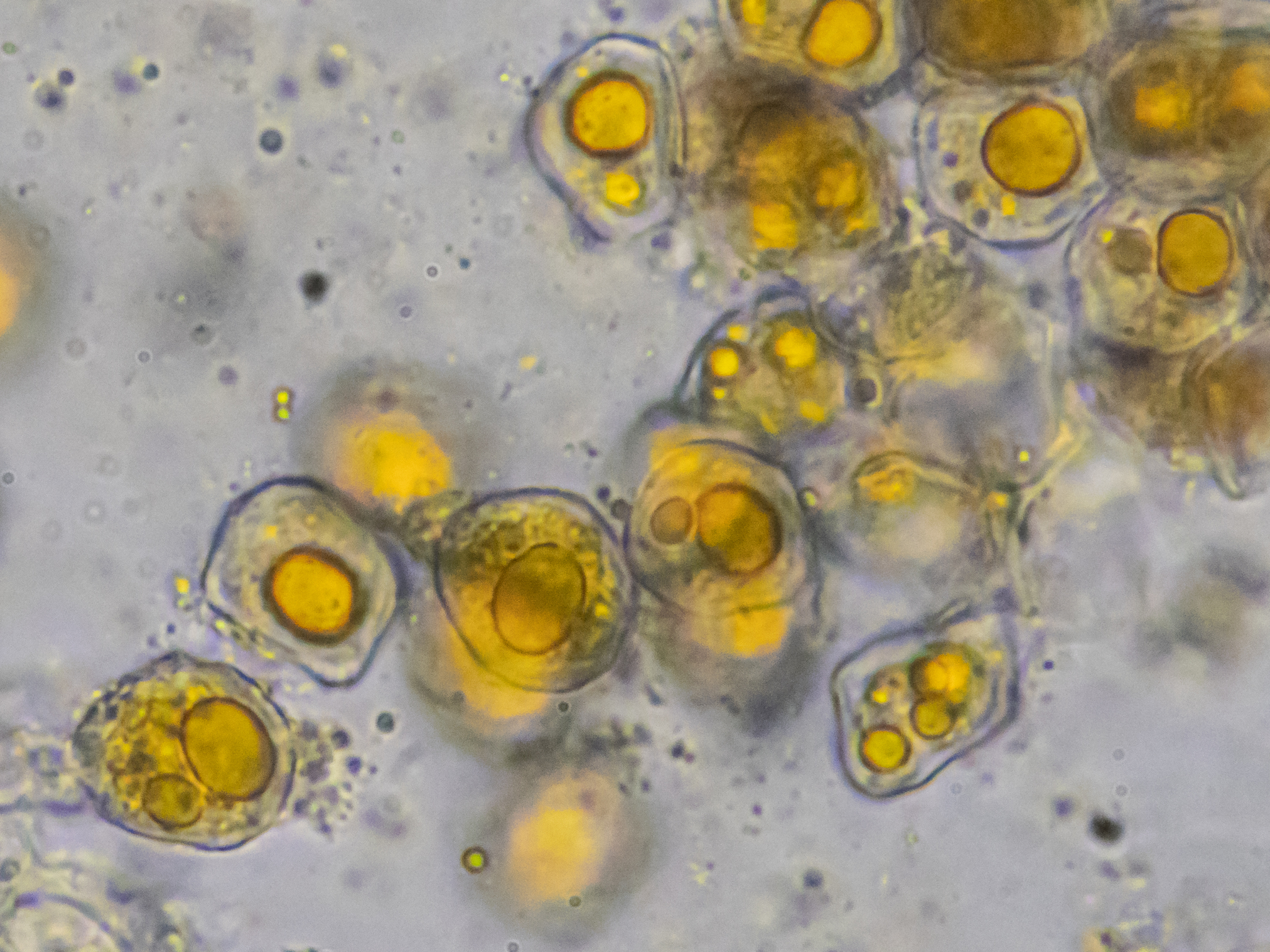
Aeciosporen
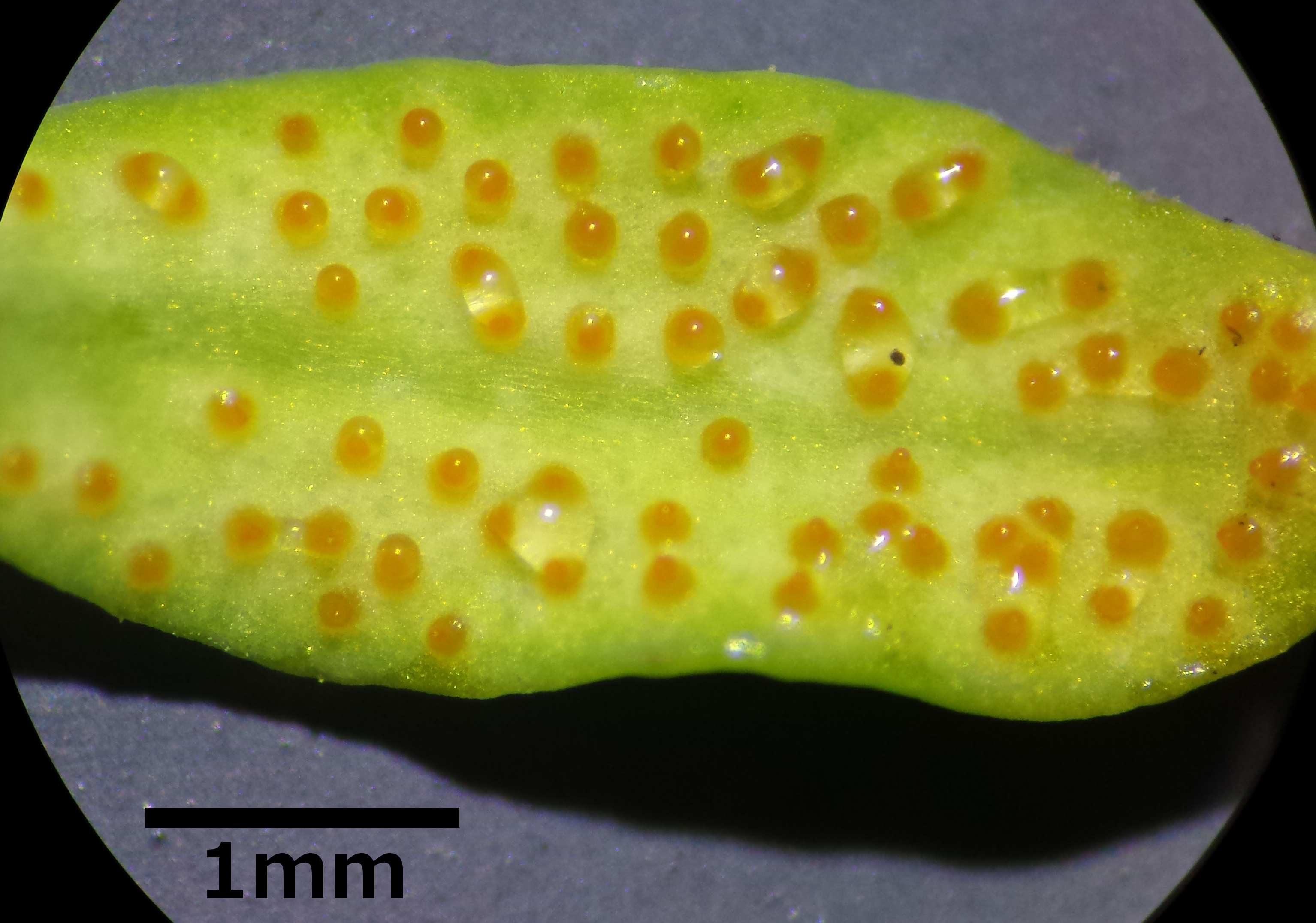
Nectar op cipreswolfsmelk

Wolfsmelk-anjerroest wordt gehyperparasiteerd door de schimmel Lecanicillium lecanii, die de uredinia infecteerd.